# Хайнрих IX (VIII) фон Плауен
Хайнрих IX (VIII) фон Плауен Млади (на немски: Heinrich IX/VIII 'der Jüngere', Herr zu Plauen, Auerbach, Königswart; † пр. 2 август 1412 в Прага) от фамилията на Фогтите на Плауен в Курфюрство Саксония е господар на Плауен, Ауербах-Кьонигсварт (1373 – 1412).
Той е син на Хайнрих VI (VIII) фон Плауен 'Млади' († 1368/1369), фогт на Плауен, господар на Плауен (1348 – 1368), и съпругата му Лукарда фон Кранихфелд († 1376), дъщеря на Херман III фон Кранихфелд († сл. 1362) и Ирмгард фон Кефернбург. Сестра му Анна фон Плауен († 1412) е омъжена за граф Хайнрих XV фон Шварцбург-Лойтенберг († 1402).
През 1244 г. територията на фогтовете на Вайда се разделя на три фогтая „Вайда, Гера и Плауен“.
През 1387 г. Хайнрих IX (VIII) получава господството Кьонигсварт в Бохемия от ландграфа на Лойхтенберг. През 1410 г. той е представител на Тевтонския орден в Прусия.

## Фамилия
Хайнрих IX (VIII) фон Плауен 'Млади' се жени пр. 1383 г. за Анна фон Ризенбург († сл. 1411), дъщеря на Борзо фон Ризенбург и София фон Верден, бургграфиня на Майсен. Те имат децата:

- Хайнрих I фон Плауен / Хайнрих IX фон Плауен 'Млади' († 7 май 1446/7 юни 1446), господар на Плауен, Печау, бургграф на Майсен, граф на Хартенщайн, женен I. пр. 3 юни 1410 г. за Маргарета фон Даме (* ок. 1390; † сл. 2 септември 1412), II. сл. 2 септември 1412 г. за Катарина Холиц фон Щернберг (* ок. 1400; † пр. 8 януари 1441), III. на 8 януари 1441 г. за Анна Холиц фон Щернберг (* ок. 1413; † сл. 3 май 1451)
- Анна фон Плауен († 13 януари 1458), канонеса (1416 – 1418) и I. абатиса на Кведлинбург (1435 – 1458), погребана в катедралата на Кведлингбург
- Констанца фон Плауен, омъжена 1408 г. за Хайнрих фон Валденбург († 29 юли 1446)
- Агнес фон Плауен († сл. 1461), омъжена за Рудолф Шенк фон Таутенбург († декември 1425).